# 川田涼
川田 涼（かわだ りょう、1989年9月23日 - ）は、日本のラグビー選手。

## プロフィール
- 群馬県出身[1]。
- ポジションはフランカー(FL)。
- 身長 174cm、体重 97kg
- ニックネームは川田、カワディ、ちびゴリラ。

## 来歴
2008年、明和県央高校卒業後、山梨学院大学に入る。
2012年、山梨学院大学卒業後、NTTドコモレッドハリケーンズに加入。同年12月15日に行われたジャパンラグビートップリーグ第11節のリコーブラックラムズ戦にて先発出場で公式戦初出場を果たす。
2017年、NTTドコモレッドハリケーンズを退団した。